# Wellington Koo
Vi Kyuin Wellington Koo (ur. 29 stycznia 1887 w Szanghaju, zm. 14 listopada 1985 w Nowym Jorku) – chiński polityk i dyplomata, tymczasowy prezydent państwa w latach 1927–1928. Przedstawiciel Chin na paryskiej konferencji pokojowej w 1919.

## Życiorys
Kształcił się w Stanach Zjednoczonych. W 1915 ujawnił posłowi amerykańskiemu w Pekinie 21 żądań Japonii wobec Chin, następnie w latach 1915–1920 chiński ambasador w Waszyngtonie. Reprezentował Chiny na paryskiej konferencji pokojowej w 1919. Jako jedyny jej uczestnik nie podpisał traktatu wersalskiego, na skutek czego Chiny nie przyjęły go. W latach 1921–1922 był przedstawicielem Chin na konferencji waszyngtońskiej.
W latach 1921, 1924 i 1931 był ministrem spraw zagranicznych Chin, a w 1924 piastował urząd premiera. Urząd premiera sprawował ponownie w okresie od 1 października 1926 do 16 czerwca 1927, będąc wówczas jednocześnie również głową państwa.
W latach 1946–1956 ponownie był chińskim ambasadorem w USA, a w okresie 1957–1967 – sędzią Międzynarodowego Trybunału Sprawiedliwości.

## Odznaczenia
- Krzyż Wielki Orderu Chrystusa (1940, Portugalia)[1]